# Kiyoo Kanda
Kiyoo Kanda, född 1900, död 9 maj 1970, var en japansk fotbollsspelare. Han spelade i japanska landslaget 1923-1925